# Цимол
Цимол, (или 4-изопропил-1-метилбензол, 4-изопропилтолуол) — органическое соединение, относится к классу ароматических углеводородов.

## Свойства
Цимол представляет собой бесцветную подвижную жидкость с ароматическим запахом (чистый n-Цимол имеет слабый цитрусовый запах). Нерастворим в воде, растворим в этаноле и других органических растворителях.

## Нахождение в природе
Содержится в скипидаре и ряде эфирных масел (в тминном, кориандровом, анисовом, эвкалиптовом и др.).

## Получение
Лефевр и его сотрудники очищали n-цимол следующим образом. Несколько литров технического цимола кипятили, используя обратный холодильник, вместе с порошкообразной серой в течение двух дней. После этого n-Цимол встряхивали с достаточным количеством концентрированной серной кислоты до тех пор, пока кислота не переставала окрашиваться, а затем с двумя небольшими порциями хлорсульфоновой кислоты. После промывания водой n-Цимол встряхивали с раствором перманганата калия и, наконец, с разбавленным водным раствором едкого натра. Вещество сушили над сульфатом натрия и подвергали фракционированной перегонке.
Ломбард получал n-Цимол из скипидарной фракции, кипящей при 200°.
Симоне и Харт готовили изопропилтолуолы конденсацией 2-хлорпропана и толуола в присутствии хлористого водорода при давлении 27 атм. и температуре 235°; выход смеси изомеров составлял 67 %.
Платэ и Тарасова получали n-Цимол из сульфата терпентина при 380—520° в присутствии следующих трех катализаторов: окиси хрома на окиси алюминия (1:3), окиси молибдена на окиси алюминия (1:3) и синтетического алюмосиликатного катализатора Гудри. При использовании первых двух катализаторов (при температуре 400°) было получено 66 % n-Цимола, считая на терпентин, и 77 %, считая на скипидар. Алюмосиликатный катализатор неудобен, так как приводит к образованию низших ароматических соединений. Выход n-Цимола, согласно описанной в этой работе методике, составляет 43 %, считая на спирт.

## Применение
Ограниченно применяется при составлении парфюмерных композиций и пищевых эссенций.